# Sakura Hauge
Pour les articles homonymes, voir Hauge.
Sakura Hauge (サクラ・ハウゲ), également appelée Sakura Kametani (亀谷 さくら, Kametani Sakura) au Japon, née le 7 janvier 1987 à Bergen, est une handballeuse norvégienne internationale japonaise qui évolue au poste de gardienne de but.
Née à Bergen d'un père norvégien et d'une mère japonaise, elle y grandit avant de rejoindre Oslo à 15 ans. Barrée à son poste en équipe nationale par quelques-unes des meilleures gardiennes de but mondiales (Kari Aalvik Grimsbø, Silje Solberg, Katrine Lunde), elle choisit en 2015 de défendre les couleurs du pays natal de sa mère, le Japon.
En 2019, après avoir commencé sa carrière en Norvège puis avoir passé une saison au Danemark, elle rejoint le club français de l'ES Besançon.

## Palmarès

### En club
compétitions internationales
- finaliste de la coupe de l'EHF (C3) en 2018

compétitions nationales
- vainqueur du Championnat de Norvège en 2018
- vainqueur de la coupe de Norvège en 2017
  - finaliste en 2013
- vainqueur de la coupe du Danemark en 2018
- finaliste de la coupe de France en 2022

### En sélection
championnat du monde 
- 19e place au championnat du monde 2015
- 16e place au championnat du monde 2017
- 10e place au championnat du monde 2019

championnat d'Asie
- finaliste du championnat d'Asie 2018

Autres
- finaliste du championnat du monde junior 2005
- finaliste du Championnat d'Europe des -19 ans 2004